# 만팔루트

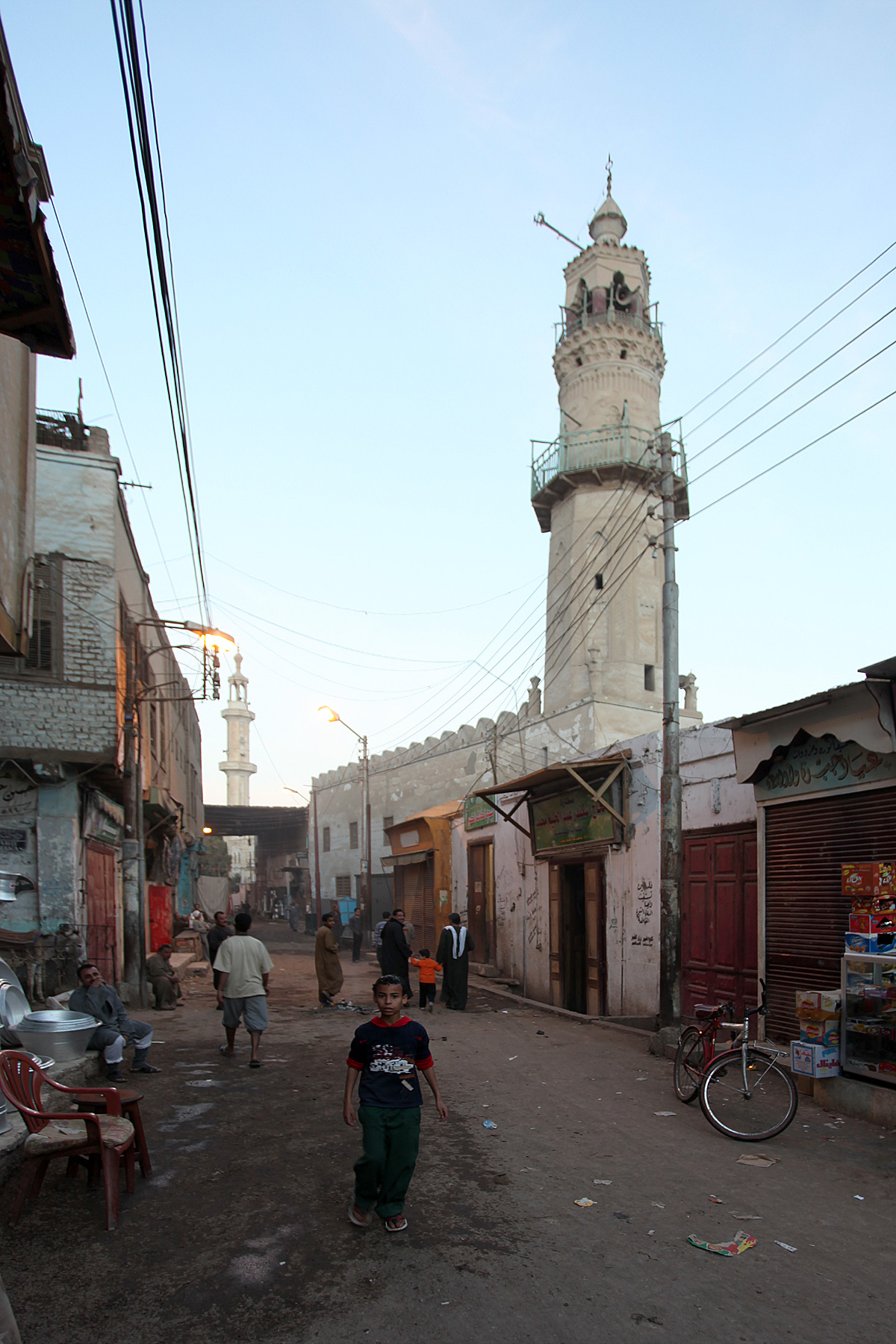

만팔루트(영어: Manfalut, 아랍어: منفلوط)는 이집트 아시우트 주에 있는 도시로, 나일강의 서쪽에 위치해 있다.